# Mark Egan

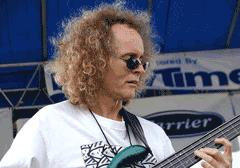
Mark Egan

Mark Egan, född 14 januari, 1951 i Brockton, Massachusetts, är en amerikansk elbasist och trumpetare, och kanske mest känd för sitt arbete i Pat Metheny Group från 1977 till 1980. Egan har tre stycken platina och tre guld-album på sin repertoar och har spelat in musik med bland annat Sting, Arcadia, Roger Daltrey och Joan Osborne. Han har även framträtt tillsammans med Gil Evans Orchestra, Marianne Faithfull, David Sanborn, John McLaughlin, Sophie B. Hawkins, och har spelat in filmmusik till filmer och TV-program som Aladdin, The Color of Money, A Chorus Line, NBC Sports, ABC:s All My Children, "CNN/Headline News" och flera olika TV-reklamer. 

## Tidiga år
Egan började först att studera trumpeten vid 10 års ålder. Han spelade trumpet genom hela högskolan och bytte till bas när han var 16 år. Medan han pluggade vid University of Miami School of Music, studerade han med jazz-utbildaren Jerry Coker. Vid samma tid i Miami blev också god vän med basisten Jaco Pastorius